# Phare du Cap-Egmont
Le phare du Cap-Egmont (en anglais : Cape Egmont Lighthouse) est un phare actif  qui est situé sur la route 11 de Wellington, à l'ouest de Summerside dans le Comté de Prince (Province de l'Île-du-Prince-Édouard), au Canada. 
Ce phare est géré par la Garde côtière canadienne .
Il a été reconnu édifice fédéral du patrimoine le 5 septembre 1991  par la loi sur la protection des phares patrimoniaux (en) et lieu patrimonial désigné par le ministère du Tourisme et de la Culture en 2012.

## Histoire
Ce phare côtier, important pour la navigation sur le littoral sud-ouest, a été mis en service en 1884. Il se trouve entre le phare de Seacow Head et le phare de West Point. Les bâtiments techniques d'origine (magasin à carburant et maison du gardien)  ont été détruits en 1958, date à laquelle il a été automatisé. Il est équipé d'une lentille de Fresnel de 4e ordre.
L'érosion de la falaise a entraîné son déplacement à l'intérieur des terres  en 2000, proche de l'antenne de télécommunication.

## Description
Le phare est une tour pyramidale blanche, à claire-voie, en bois de 13 m de haut, avec galerie et lanterne carrée rouge.  Il émet, à une hauteur focale de 22 m, un feu isophase un éclat blanc toutes les 5 secondes. Sa portée nominale est de 12 milles nautiques (environ 22 km). Il n'est pas ouvert aux visites.
Identifiant : ARLHS : CAN-114 - Amirauté : H-1056 - NGA : 8328 - CCG : 1024 .

## Caractéristique duFeu maritime
Fréquence : 5 secondes (W)
- Lumière : 2 secondes
- Obscurité : 3 secondes

|          |
| Le phare |

### Lien connexe
- Liste des phares de l'Île-du-Prince-Édouard